# Idiasta superficialis
Idiasta superficialis är en stekelart som först beskrevs av Bhat 1979.  Idiasta superficialis ingår i släktet Idiasta och familjen bracksteklar. Inga underarter finns listade i Catalogue of Life.